# بوریس گودونوف
بوریس فیودوروویچ گودونوف (۱۵۵۱–۱۶۰۵) بین سالهای ۱۵۸۵ تا ۱۵۹۸ نایب السلطنه و بین سالهای ۱۵۹۸ تا ۱۶۰۵ تزار روسیه بود.

## کودکی
بوریس گودونوف برجسته‌ترین عضو خانواده‌ای کهن (اکنون منقرض شده‌اند) با اصالتی تاتار بود که در قرن ۱۴ میلادی از اردوی زرین به کوستروما مهاجرت کرده بودند. او از نوادگان شاهزاده تاتار چت است که از اردوی زرین به کوستروما رفت و در آنجا صومعه ایپاتیف را بنا نهاد. بوریس فرزند فئودور ایوانوویچ گودونوف «کریووی» (به معنای تک چشم) بود. برادر جوان بوریس، واسیلی در جوانی از دنیا رفت.

## جوانی
گودونوف کار خود را در دربار ایوان چهارم روسیه ملقب به ایوان مخوف آغاز کرد. او در سال ۱۵۷۰ به خاطر مهارت تیراندازی اش مورد توجه قرار گرفت. یک سال بعد، به عنوان یکی از اعضای پلیس مخفی ایوان چهارم و محافظ شخص او برگزیده شد. در سال ۱۵۷۰ با دختر رئیس پلیس مخفی ازدواج کرد و بدین وسیله جایگاه خود را در دربار مستحکم تر کرد. در سال ۱۵۸۰ تزار خواهر گودونوف، ایرنا گودونوف را برای پسر دوم خود فیودور اول روسیه، وارث تخت، به عنوان همسر برگزید. پس از آن گودونوف به درجه بویار ترفیع پیدا کرد. گودونوف در سال ۱۵۸۱ در صحنهٔ قتل پسر اول تزار به دست خود تزار حاضر بود. گودونوف تلاش کرد مداخله کند ولی محافظان تزار مانع این کار شدند.

## نیابت سلطنت
در سال ۱۵۸۴ فیودور اول روسیه تزار روسیه شد و گودونوف به عنوان عضو گروهی که نیابت سلطنت را به عهده داشتند درآمد. تنها رقیب او در این گروه نیکیتا رومانوویچ بود که با مرگ وی در سال ۱۵۸۶ گودونوف رقیبی برای خود در این گروه نمی‌دید. در توطئه‌ای که توسط دیگر بویارها صورت گرفت، آنها سعی کردند باعث طلاق خواهر گودونوف که بچه‌ای نداشت از فیودور شوند، این توطئه نتیجه‌ای نداشت و توطئه گران به صومعه فرستاده شدند. پس از این واقعه گودونوف به قدرت مطلق دست یافت و با شاهزادگان خارجی به عنوان مقام برابر برخورد می‌کرد. طی جنگ‌های بی روسیه و سوئد وی موفق شد زمین‌های از دست رفته روسیه را از سوئد بازپس بگیرد. او از مخالفان ترکهای عثمانی در کریمه حمایت کرد و به حاکم کریمه برای مقابله با سلطان عثمانی کمک مالی کرد.

## دوران تزاری

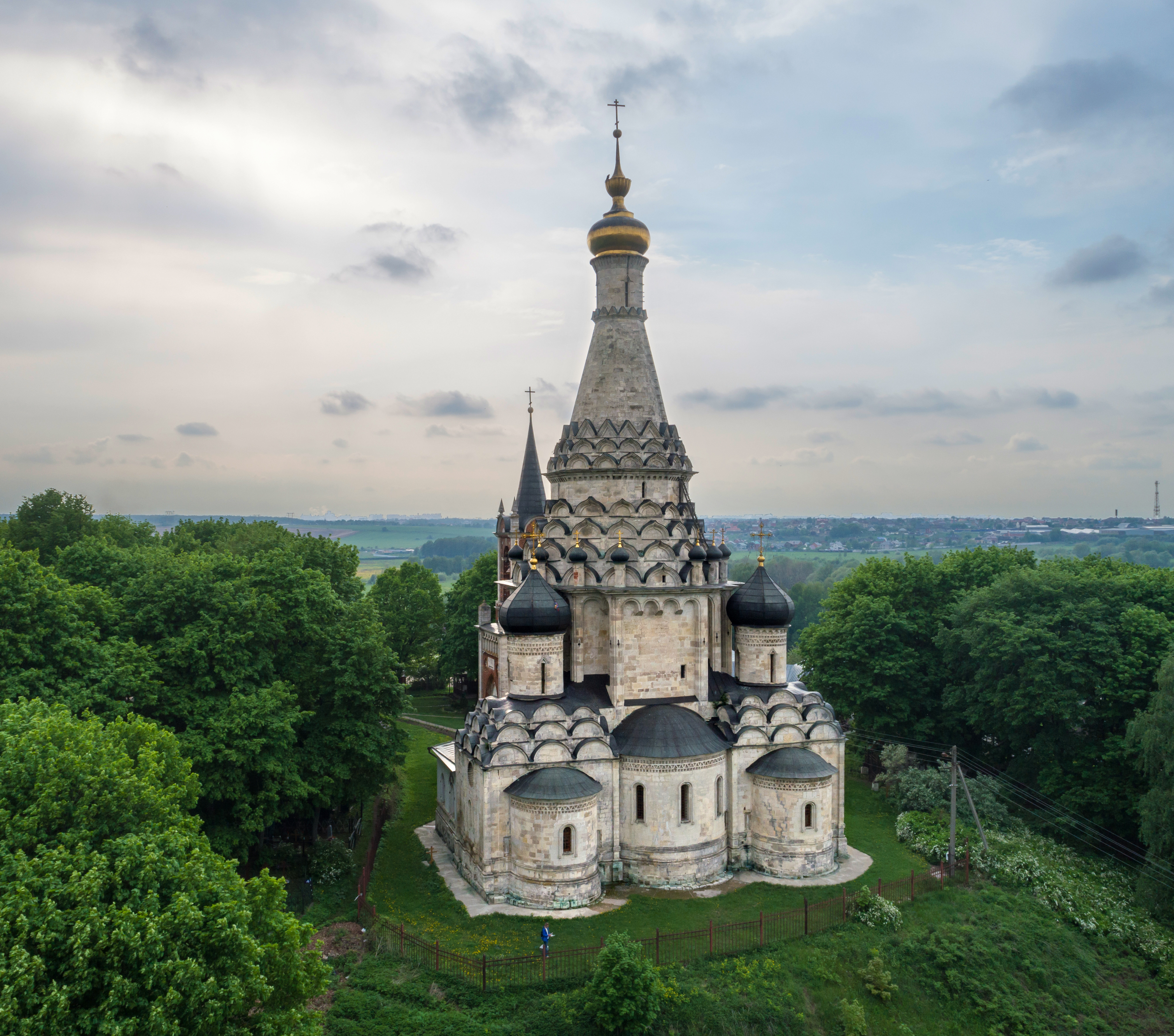
این یک عکس از یک شی میراث فرهنگی در روسیه است

پس از مرگ فیودور اول روسیه که فرزندی نداشت، در تاریخ ۷ فوریه ۱۵۹۸ گودونوف تزار روسیه شد. در سالهای ابتدای سلطنتش متوجه عقب ماندگی روسیه نسبت به کشورهای غربی شد و سعی در پیش برد اصلاحات اجتماعی و آموزشی نمود. او اولین تزاری بود که معلم‌های خارجی را به صورت گسترده به کشور روسیه دعوت کرد، افراد زیادی را برای تحصیل به خارج از روسیه فرستاد، و اجازه تأسیس اولین کلیسای پروتستان در روسیه را صادر کرد. وی در جنگ‌های روسیه و سوئد (۹۵-۱۵۹۰) به پیروزی‌های چشم‌گیری دست پیدا کرد. وی در تاریخ ۱۳ آوریل ۱۶۰۵ پس از بیماری دراز مدت و بر اثر سکته مغزی درگذشت. پس از وی فیودور دوم روسیه، پسرش تنها چند ماه تزار روسیه بود. فیودور دوم و بیوه گودونوف توسط دشمنان گودونوف در مسکو در ۲۰ ژوئن ۱۶۰۵ به قتل رسیدند. الکساندر پوشکین با الهام از زندگی بوریس گودونوف نمایش نامه ای را به نام او نگاشت.

## نگارخانه

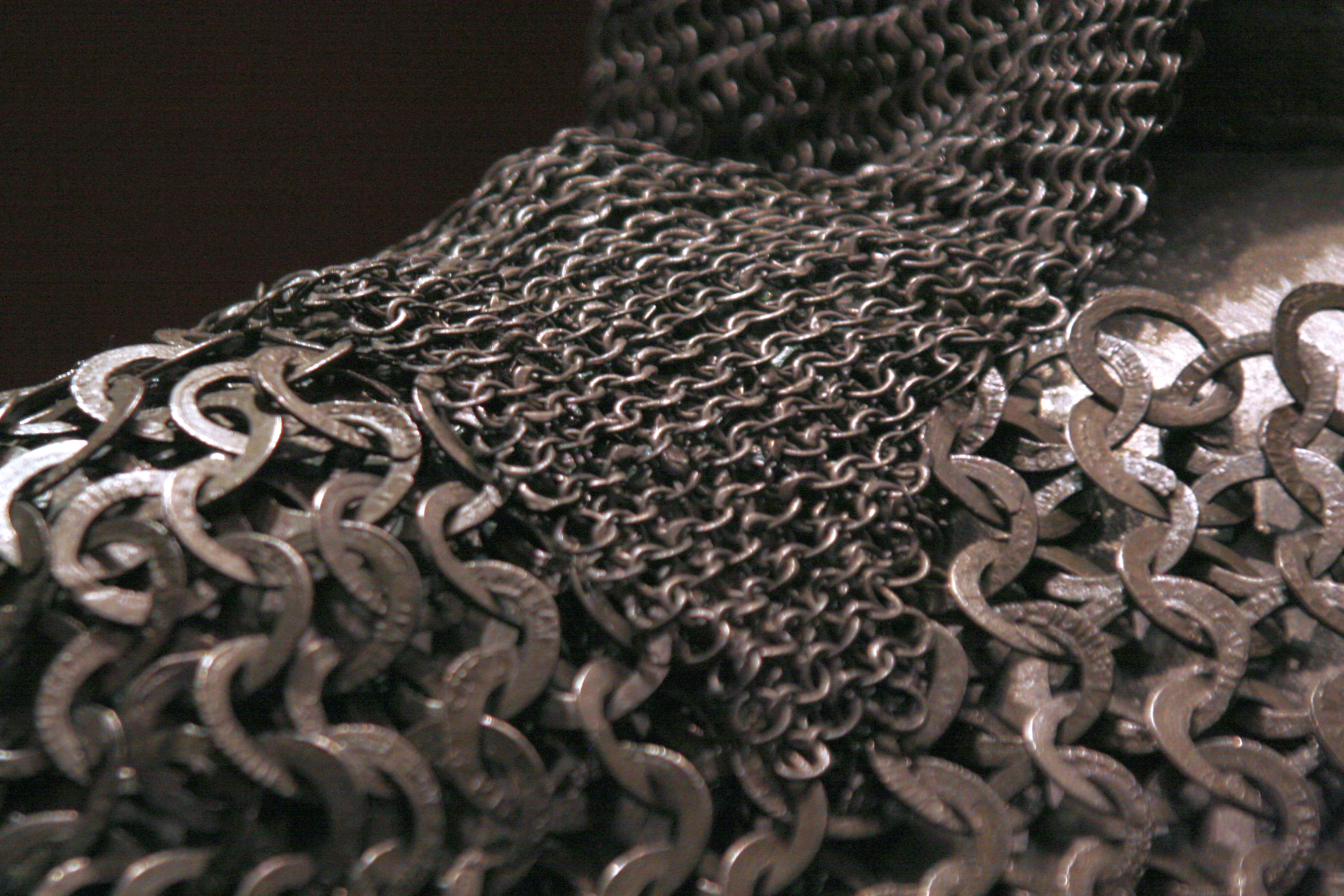
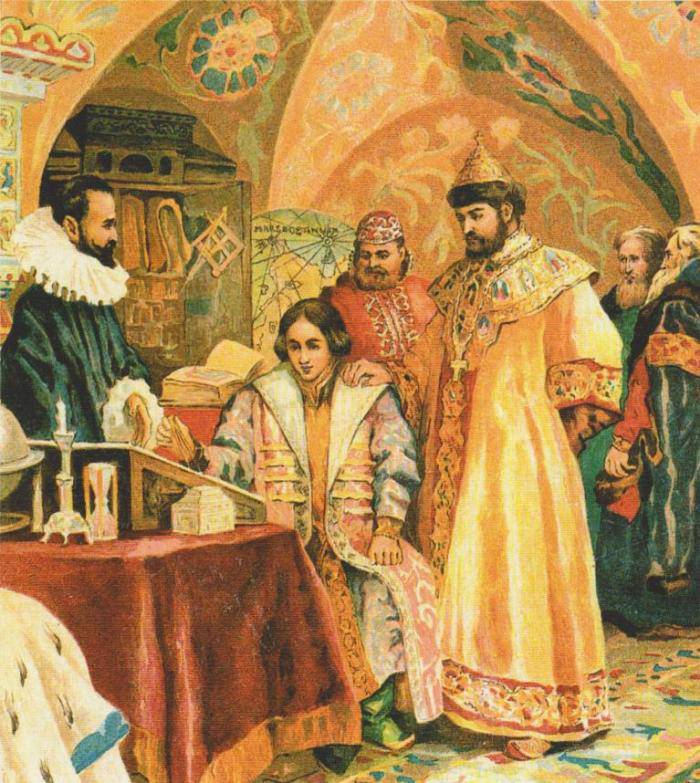
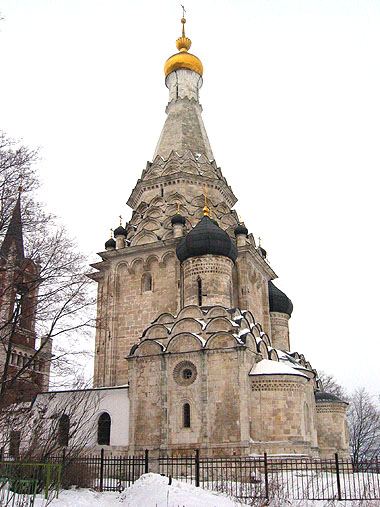
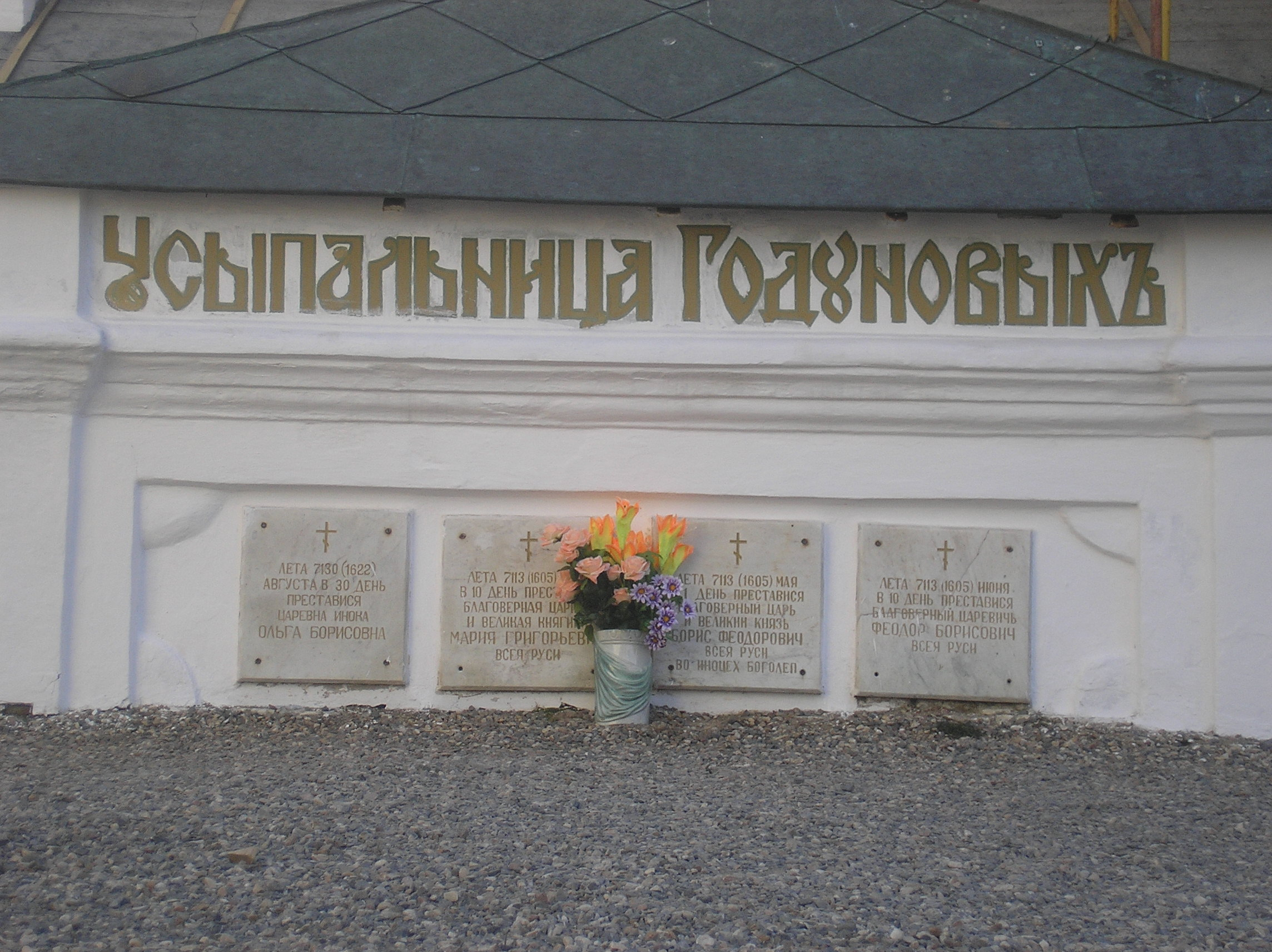
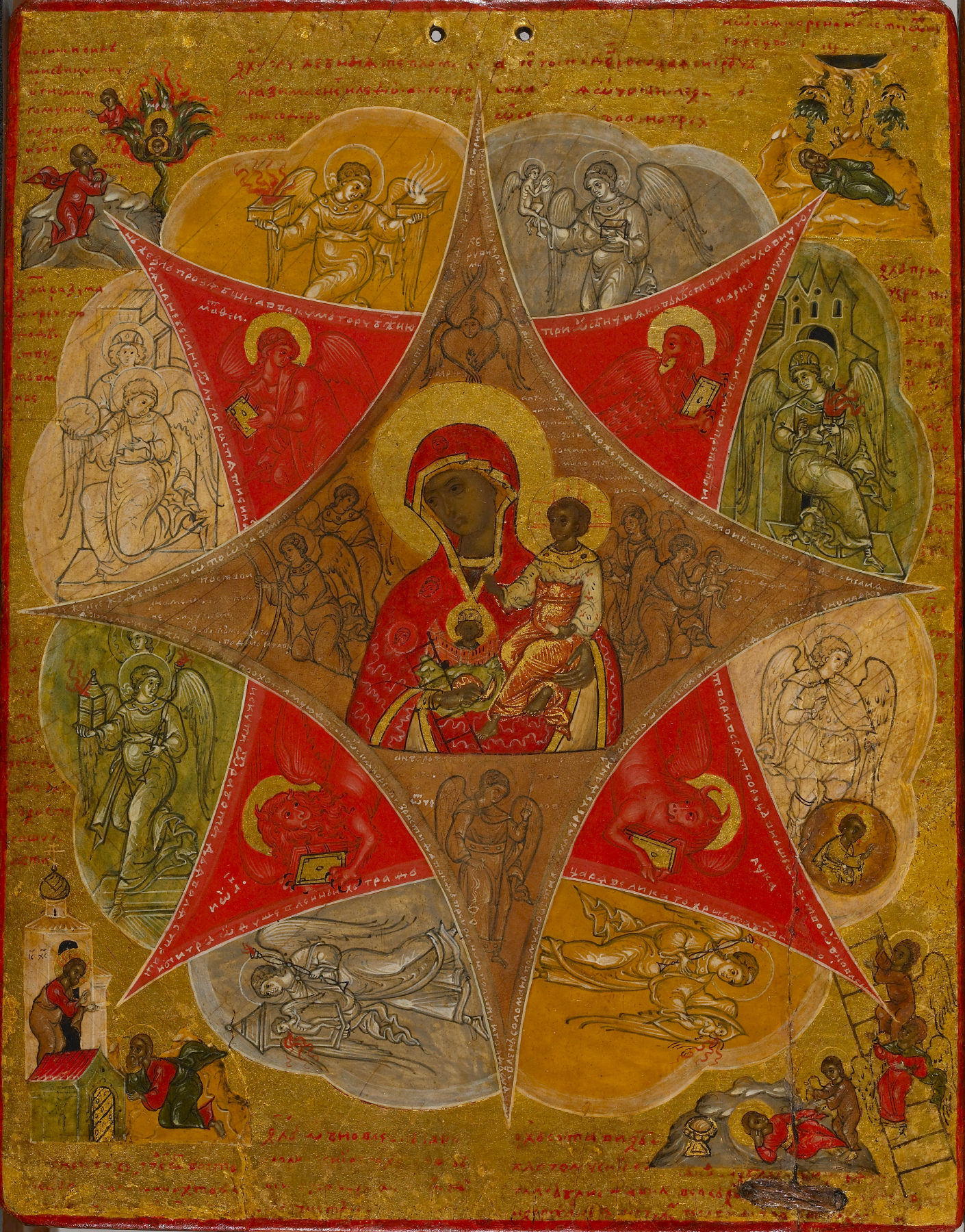